# Tom Poes en de wonderschoenen
Tom Poes en de wonderschoenen is een ballonstripverhaal  uit de Tom Poes-reeks. Het verscheen in 1983 in elf delen van elk drie pagina's als vervolgverhaal in de Donald Duck. Een jaar later kreeg het verhaal in de Oberon-reeks nummer 30. De oorspronkelijke publicatie was in 1953 in Wereldkroniek,  in veertien afleveringen van elk één pagina.

## Samenvatting
Als Heer Bommel en Tom Poes op een dag samen aan het vissen zijn, zit er ineens een reusachtige laars aan heer Bommels hengel. Heer Bommel, die er genoeg van heeft om altijd maar blootsvoets te lopen, besluit om schoenen van de laars te laten maken.
Al snel blijkt dat dit geen gewone schoenen zijn, maar betoverde schoenen die precies uitvoeren wat iemand van ze wenst, met alle gevolgen van dien. Zo lukt het heer Bommel terwijl hij wordt achtervolgd eerst om met de schoenen razendsnel de stad uit te vluchten. Hij weet zo te ontkomen aan zowel Bul Super als brigadier Snuf. Later, terwijl heer Bommel dankzij de schoenen eerst een meesterlijk voetballer lijkt te zijn geworden, krijgen Super en Hieper die in de tribune zitten het geheim van de wonderschoenen ook in de gaten nadat ze de schoenen eerst hebben proberen te stelen. Bul Super geeft de schoenen de opdracht om de scheidsrechter te trappen, waarna heer Bommel wegens deze zware overtreding definitief van het veld wordt gestuurd.
Terug op Bommelstein verzucht heer Bommel dat hij wel door de grond kan zakken, waarna de schoenen dit inderdaad laten gebeuren. Heer Bommel zinkt niet dieper dan de kelder. Heer Bommel is de schoenen nu helemaal zat en zegt dat ze wat hem betreft naar de maan kunnen lopen, waarna ook dit bevel door de schoenen geheel letterlijk wordt opgevolgd. Tom Poes kan heer Bommels schoenen nog net op tijd uittrekken voordat heer Bommel buiten de dampkring is. Aan het eind van het verhaal zijn de schoenen nog altijd onderweg naar de maan.

## Film
- Dit is een van de negen verhalen die in 1959/1960 verfilmd werden voor de Amerikaanse markt (The wondershoes), maar niet uitgebracht werden. Dat gebeurde pas in 2012, in Nederland.[2]